# شخص مفقود
شخص مفقود هو مصطلح يشير إلى فقدان شخص ظروف غير معروفه، وغير معروف مصيره، قد يُفقد الشخص من خلال الاختفاء الطوعي، أو بسبب حادث أو جريمة أو لأسباب أخرى كثيرة. في معظم أنحاء العالم، عادة ما يتم العثور على الشخص المفقود بسرعة. على النقيض من ذلك، تظل بعض قضايا الأشخاص المفقودين دون حل لسنوات عديدة.
ويوجد بالعديد من الدول منظمات تسعى للبحث ونشر معلومات المفقودين لزيادة فعالية البحث عن المفقودين.

## الأسباب
يختفي الناس لأسباب عديدة.
- للهروب من العنف المنزلي.
- ترك المنزل للعيش في مكان آخر بهوية جديدة.
- الوقوع ضحية اختطاف.
- اختطاف طفل من قبل الوالد غير الحاضن أو أحد الأقارب الآخرين.
- الاختفاء القسري.
- الانتحار في مكان في مكان غير معروف.
- المرض العقلي أو الأمراض الأخرى مثل مرض الزهايمر يمكن أن يتسبب في نسيان الأشخاص لمكان وجودهم أو من هم.
- الاختفاء للاستفادة من فرص عمل أفضل أو ظروف معيشية في مكان آخر.
- الانضمام إلى طائفة أو منظمة دينية تمنع الاتصال بالعالم الخارجي.